# Legge Reale
La legge 22 maggio 1975, n. 152 della Repubblica Italiana, (Disposizioni a tutela dell'ordine pubblico detta anche legge Reale, così detta dal promotore Oronzo Reale) è una legge della Repubblica Italiana.

## Storia

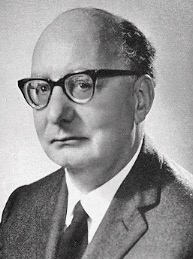
Oronzo Reale, ministro di grazia e giustizia durante il governo Moro IV

La legge fu promulgata nella VI Legislatura sotto il quarto governo Moro e il principale redattore della legge fu il Ministro di Grazia e Giustizia, appartenente al Partito Repubblicano Italiano, Oronzo Reale, da cui è d'uso chiamare la norma. Essa venne poi novellata dalla legge n. 533 dell'8 agosto 1977, il cui art. 2 modificò l'art. 5.
Nel 1989, per effetto dell'entrata in vigore del nuovo Codice di procedura penale italiano, alcune disposizioni di diritto processuale contenute nella legge n. 152/1975 furono soppresse. Successivamente le sanzioni previste dall'art. 5 furono ulteriormente inasprite dal decreto-legge 27 luglio 2005 n. 144, convertito in legge 31 luglio 2005 n. 155 (cosiddetta "legge Pisanu").

### Il referendum abrogativo del 1978
Nel 1978 si proposero modifiche in senso restrittivo della Legge Reale che provocarono l'opposizione ostruzionistica dei radicali e dei missini. Il 30 giugno 1977 il Partito Radicale presentò richiesta di referendum abrogativo della legge n. 152/1975, ritenuta ammissibile dalla Corte costituzionale, con sentenza n. 70 del 1978. Il Partito Comunista Italiano, pur essendo stato contrario all'introduzione della legge, si schierò contro la sua abrogazione, qualificando come eversivi i favorevoli. Emblematica in tal senso fu la dichiarazione con cui il giornalista di area PCI Emmanuele Rocco introdusse il servizio sul referendum al TG2: «Oggi sperano in una vittoria del Sì fascisti, brigatisti e mafiosi».
Il referendum abrogativo, tenutosi l'11 e il 12 giugno 1978, ebbe esito negativo, pertanto la legge non fu abrogata.

### Gli anni 2000 ed il ritorno nel dibattito pubblico
Dopo le proteste partite dal Movimiento 15-M, che il 15 ottobre 2011 sono degenerate in duri scontri a Roma, il 17 ottobre 2011 alcuni organi di informazione hanno attribuito a una conferenza stampa, riportata da notiziari televisivi, radiofonici e da alcune testate giornalistiche, del leader dell'Italia dei Valori Antonio Di Pietro la volontà di introdurre una nuova "Legge Reale" per gestire situazioni di violenza durante le manifestazioni.
Mentre la proposta raccolse il consenso dell'allora Ministro dell'interno Roberto Maroni, lo stesso Di Pietro ha subito respinto e smentito tali affermazioni.

## Il contenuto
Il testo normativo introdusse un duro inasprimento della legislazione penale, allo scopo di contrastare e combattere i fenomeni di terrorismo italiano che misero a dura prova l'ordinamento democratico del paese durante gli anni di piombo.
Le innovazioni, essenzialmente di tipo repressivo, sono rinvenibili nei seguenti articoli:
- l'art. 3 estendeva il ricorso alla custodia preventiva, sostituendo il precedente art. 238 c.p.p., anche in assenza di flagranza di reato, di fatto permettendo un fermo preventivo di 96 ore (48+48) entro le quali andava emesso decreto di convalida da parte dell'autorità giudiziaria;
- l'art. 5 – come modificato dall'art. 2 della legge n. 533/1977 – vieta l'uso del casco e di altri elementi potenzialmente atti a rendere in tutto o in parte irriconoscibili i cittadini partecipanti a manifestazioni pubbliche, svolgentesi in pubblico o in luoghi aperti al pubblico;
- l'art. 14, estendendo la previsione normativa dell'art. 53 c.p., consente alle forze di polizia italiane l'uso legittimo delle armi non solo in presenza di violenza o di resistenza, ma comunque quando si tratti di «impedire la consumazione dei delitti di strage, di naufragio, sommersione, disastro aviatorio, disastro ferroviario, omicidio volontario, rapina a mano armata e sequestro di persona».